# Spiritus rector
Spiritus Rector (lat.: spīrĭtŭs rēctŏr, dt. Aussprache meist mit kurzem /e/, „führender, lenkender Geist“) ist ein lateinischer Phraseologismus und bezeichnet eine Person, von der sich eine Gemeinschaft, in seltenerer Verwendung des Ausdrucks auch ein Individuum, geistig leiten lässt.
Je nach Zusammenhang kann damit eine Führungsrolle in religiösen, weltanschaulichen, politischen, künstlerischen oder sonstigen Fragen gemeint sein, die sich nicht oder wenig aus einem besonderen Amt, sondern vor allem aus der Anerkenntnis der besonderen geistig-intellektuellen Fähigkeiten der betreffenden Person ergibt.
In der traditionellen Alchemie war Spiritus rector eine Bezeichnung für das geistige Prinzip, das alle Dinge zusammenhält, in der Medizin in Anknüpfung an Paracelsus ein Name für den archaeus maximus (von griechisch arche: Ursprung), die Urkraft, die den Organismus der Lebewesen beherrscht. In der Chemie wurde der Begriff dann im 18. Jahrhundert von Herman Boerhaave als Fachterminus für eine flüchtige feurige, wasserlösliche und sich mit der Luft mischende Substanz eingeführt, die allen pflanzlichen Ölen zu eigen und die Ursache ihres Geruchs und Geschmacks sein soll. Boerhaaves Theorie des Spiritus rector (frz.: esprit recteur, ital.: spirito rettore) wurde in den Naturwissenschaften noch bis ins 19. Jahrhundert diskutiert und erst allmählich durch neuere Theorien abgelöst, die Duft und Geschmack (Aroma) nicht mehr auf eine eigene Substanz, sondern auf die Mischung und Oxidation beteiligter Komponenten zurückführen.